# Mike Keith
Michael Keith (nacido en 1955) es un matemático, ingeniero de software y autor de obras de juegos numéricos estadounidense. Autor de numerosas patentes informáticas, también ha realizado trabajos de investigación sobre teoría de números, y los números de Keith llevan su nombre.

## Semblanza
Keith estuvo empleado en la Sarnoff Corporation desde 1980 hasta 1990 y en Intel desde 1990 hasta 1998, ambos cargos relacionados con el trabajo en software multimedia. Formó parte del equipo original de Sarnoff que desarrolló Digital Video Interactive, el primer sistema de video digital para PC, y en Intel fue miembro del grupo que desarrolló Indeo Video, otro estándar de compresión de video. Como resultado de este trabajo, se acredita a Keith como inventor o co-inventor de 60 patentes. A 2014 trabajaba como diseñador, desarrollador y evaluador de software.
Keith fue el primero en describir los números primitivos y los números de Keith. Su libro autoeditado From Polychords to Pólya: Adventures in Musical Combinatorics trata sobre la aplicación del teorema de enumeración de Pólya al conteo y clasificación de construcciones musicales como acordes, escalas y ritmos.
Keith ha escrito varios trabajos extensos de escritura constreñida, como Cadaeic Cadenza, una historia en la que el número de letras en palabras sucesivas explica los primeros 3835 dígitos del número π; el libro Not A Wake: A Dream Incorporando π's Digits Fully for 10000 Decimals, que codifica de manera similar los primeros 10.000 dígitos de pi con textos compuestos en varios estilos literarios; y el libro The Anagrammed Bible: Proverbs, Eclesiastes, Song of Solomon, coescrito con Richard Brodie, en el que las aproximadamente 95.000 letras del texto original se reorganizan en una paráfrasis moderna. Su escritura restringida y sus artículos sobre logología son una característica habitual de Word Ways: The Journal of Recreational Linguistics.